# П'єтро Строцці
П'єтро Строцці (італ. Piero Strozzi; 1510,Флоренція — 21 червня 1558,  Тйонвіль) — італійський та французький військовик, Маршал Франції.

## Життєпис
Походив зі впливового флорентійського роду Строцці. Син Феліпе Строцці, кондотьєра, та Кларіси Медічі, доньки П'єро ді Лоренцо Медічі.
Замолоду батьки планували, що П'єтро присвятить себе церковній кар'єрі. Але той через деякий час відмовився від цього й поступив до війська французького графа Гі Рангон. У 1536 році брав участь в обороні Турина від імператорських військ.
У 1537 році очолював військо республіканців, які виступили проти Козімо Медічі. Зазнав поразки при Монтемурло, після чого втік до Франції. У 1543 році бере участь в облозі Люксембургу. Тут потоваришував з Генріхом, герцогом Орлеанським, майбутнім королем Генріхом II. Водночас кар'єрі Строцці сприяла його родичка Катерина Медічі. У 1545 році служить у військово-морському флоту під орудою Клода д'Аннебо.
У 1551 році разом з Гораціо Фарнезе визволив Парму та ла Мірандолу від іспанських військ, проте розвинути успіх не зміг. У 1552 році брав участь в облозі Меца. 23 жовтня 1553 році призначається королівським намісником у Тоскані. Завданням Строцці було оборона Сієни, а згодом захоплення Флоренції. 2 січня 1554 році П'єтро прибуває до Сієни, але вступає у конфлікт з кардиналом Іполіто д'Есте, що не сприяє підготовці військової кампанії. Влітку загинув його брат Лео Строцці. Щоб втішити П'єтро Строцці, король Генріх II надає тому звання маршала. Але в той саме день Строцці зазнає нищівної поразки від армії Козімо I Медічі при Марчіано, де П'єтро було поранено. Після цього втікає до м. Монтальчино, що у горах. Тут він тримав оборону до 1556 року. Зрештою відступив до папських володінь.
Внаслідок поразки Строцці на деяких час втрачає прихильність короля Франції, проте за підтримки Катерини Медічі повертає її. У 1557 році захищає Рим та Остію від іспанських військ. У 1558 році бере участь у захопленні Кале. Загинув 21 червня 1558 року при облозі Тьйонвіля.

## Родина
- Дружина — Лаудаміна Медічі;
- Діти — Феліпе (1541—1582).